# 铜头铁臂
《铜头铁臂》，是1972年田鹏出演的一部电影作品，属于功夫片，该电影主要讲述一个给黑帮做打手的人的故事。

## 電影內容
民国年间，一个人在打架的时候被一个老板看上，于是便让他成为了赌场的一个打手。
而在这之后，这个人遇到了一个人，并且之后因为一些原因，他和这个人合作，并一起将别有用心的人击败，可是他喜爱的女子却死去了……

## 演员
- 田鹏
- 焦姣
- 黄宗迅
- 赵婷
- 江琳

## 其他
- 该作在新加坡审查的时候因为其作品的一些内容而被禁止上映。[2]

## 備註
1. ↑  .   [2022-12-25]. （原始内容存档于2022-09-22）.
2. ↑  . The Straits Times. 14 July 1972 –NewspaperSG.

## 外部連結
- 豆瓣电影上《铜头铁臂》的資料 （简体中文）
- 香港影庫上《铜头铁臂》的資料（繁體中文）
- 互联网电影数据库（IMDb）上《铜头铁臂》的资料（英文）
- 观看地址 （页面存档备份，存于）